# Easy Money (film, 2010)
Pour les articles homonymes, voir Easy Money.
Série
Easy Money : La Cité des égarés
(2012)
Pour plus de détails, voir Fiche technique et Distribution.
Easy Money ou L'argent facile au Québec (Snabba Cash) est un film de gangsters suédois réalisé par Daniel Espinosa et sorti en 2010. Il s'agit de l'adaptation du roman Stockholm noir : L'argent facile de Jens Lapidus.

## Synopsis
Johan Westlund (Kinnaman), un jeune provincial suédois vivant au-dessus de ses moyens à Stockholm, s'accoquine avec le crime organisé…

## Fiche technique
- Titre original : Snabba Cash
- Titre français : Easy Money
- Titre québécois : L'argent facile
- Réalisation : Daniel Espinosa
- Scénario : Maria Karlsson d'après Stockholm noir : L'argent facile de Jens Lapidus
- Direction artistique : Roger Rosenberg
- Décors :
- Costumes : Denise Östholm
- Photographie : Aril Wretblad
- Son :
- Montage : Theis Schmidt
- Musique : Jon Ekstrand
- Production : Fredrik Wikström
- Société(s) de production : Film i Väst et Tre Vänner Produktion
- Société(s) de distribution :  Nordisk Film
- Budget :
- Pays d’origine :  Suède
- Langue : Suédois/serbe/espagnol/anglais/allemand
- Format : Couleurs - 35mm - 2.35:1 - Son Dolby numérique
- Genre : Drame, action, film de gangsters et thriller
- Durée : 124 minutes
- Dates de sortie :
  -  Suède : 15 janvier 2010

## Distribution
- Joel Kinnaman : Johan « JW » Westlund
- Matias Padin Varela : Jorge Salinas Barrio
- Dragomir Mrsic : Mrado Slovovic
- Lisa Henni : Sophie
- Mahmut Suvakci : Abdoulkarim
- Jones Danko : Fahdi
- Lea Stojanov : Lovisa
- Dejan Čukić : Radovan Kranjic
- Miodrag Stojanovic : Nenad
- Joel Spira : Nippe
- Christian Hillborg : « Jetset » Carl
- Jan Waldekranz
- Annika Ryberg Whittembury : Paola Salinas Barrio
- Fares Fares : Mahmoud

## Autour du film
Une nouvelle aventure de Johan Westlund, Easy Money : La Cité des égarés, a été adaptée au cinéma en 2012, tandis qu'un remake américain est en préparation au sein de la Weinstein Company, Mandate Pictures et  Warner Bros..